# Alberto Germán Bochatey

Bischofswappen von Alberto German Bochatey

Alberto Germán Bochatey Chaneton OSA (* 23. Juli 1955 in Buenos Aires) ist Weihbischof in La Plata.

## Leben
Alberto Germán Bochatey trat 1974 in Spanien dem Augustinerorden bei und legte am 12. September 1975 die zeitliche Profess ab. Nach dem Studium der Philosophie und Theologie im Kloster Santa Maria de la Vid und in Rom kehrte er nach Argentinien heim. Hier legte er am 21. Dezember 1980 die feierliche Profess ab und der Prälat von Cafayate, Diego Gutiérrez Pedraza OSA, weihte ihn am 24. April 1981 zum Priester. Zunächst war er in Buenos Aires in der Seelsorge tätig, kehrte aber bald zu weiteren Studien nach Rom zurück.
1986 erwarb er das Lizenziat in Moraltheologie an der Accademia Alfonsiana und den Master in Bioethik am Päpstlichen Institut „Johannes Paul II.“ für Studien zu Ehe und Familie.
Nach seiner erneuten Rückkehr nach Argentinien im Jahr 1988 war Alberto Germán Bochatey unter anderem als Pfarrer, Prior und Redakteur tätig sowie Professor an der Päpstlichen Katholischen Universität von Argentinien. Ab 2010 war er Rektor des Internationalen Kollegs Santa Monica in Rom.
Papst Benedikt XVI. ernannte ihn am 4. Dezember 2012 zum Titularbischof von Mons in Mauretania und Weihbischof in La Plata. Der Erzbischof von La Plata, Héctor Rubén Aguer, spendete ihm am 9. März des nächsten Jahres die Bischofsweihe. Mitkonsekratoren waren der Erzbischof von Tucumán, Alfredo Zecca, der emeritierte Prälat von Cafayate, Cipriano García Fernández OSA, und Weihbischof Nicolás Baisi aus La Plata.
Alberto Germán Bochatey ist seit Juni 2017 ordentliches Mitglied der Päpstlichen Akademie für das Leben, der er zuvor bereits als korrespondierendes Mitglied angehörte. Am 5. August 2017 ernannte ihn Papst Franziskus zum Vorstandsmitglied der Päpstlichen Akademie für das Leben. Dem Vorstand gehörte er bis zu dessen Neubesetzung im Oktober 2022 an.
Während der kurzen Sedisvakanz war er vom 4. bis zum 16. Juni 2018 Apostolischer Administrator des Erzbistums La Plata.